# 栃木県道・茨城県道261号野木古河線

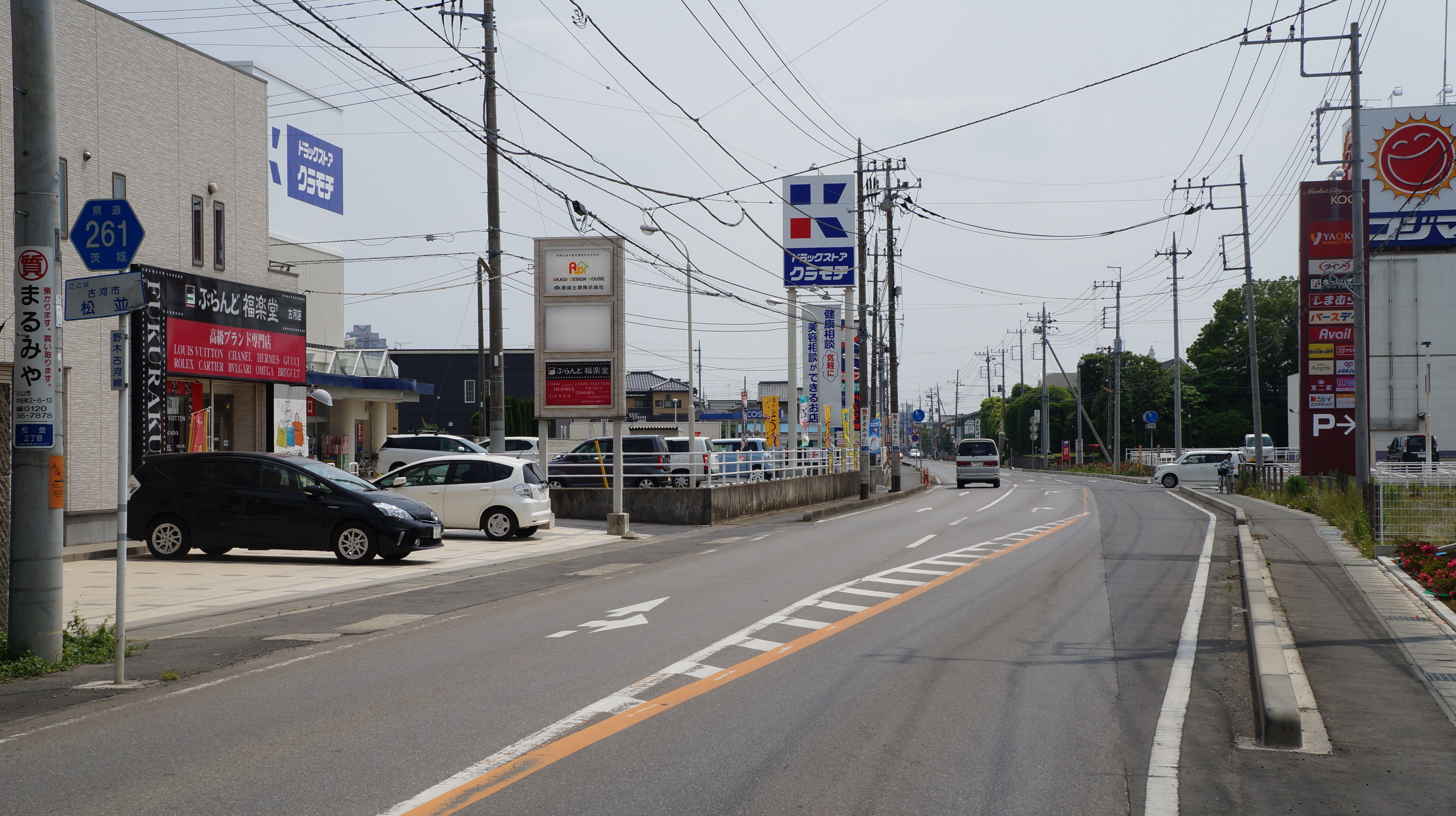
古河市松並（2013年5月撮影）

栃木県道・茨城県道261号野木古河線（とちぎけんどう・いばらきけんどう261ごう のぎこがせん）は、栃木県下都賀郡野木町から茨城県古河市に至る一般県道である。ほぼ全線が旧国道4号（日光街道）であった。

## 概要
栃木県下都賀郡野木町の国道4号現道「野木」交差点より分岐し、古河旧市街地内を通過して古河市幸町の国道354号交点（古河二高入口）に至る一般県道である。かつて、全区間が旧国道4号で日光街道であった道路である。

### 路線データ
- 起点:栃木県下都賀郡野木町大字野木（野木 = 国道4号交点）
- 終点:茨城県古河市幸町108番1地先（古河二高入口 = 国道354号交点、茨城県道228号原中田線起点）[1]
- 総延長：*.* km（茨城県区間：3.509 km[2]、栃木県区間：*.* km）
- 重用延長：*.* km（茨城県区間：0.0 km[2]、栃木県区間：*.* km）
- 未供用延長：なし（茨城県区間：0.0 km[2]、栃木県区間：*.* km）
- 実延長：3.857 km（茨城県区間：3.509 km[2]、栃木県区間：0.348 km[3]）
- 自動車交通不能区間延長[注釈 1]：*.* km（茨城県区間：0.0 km[2]、栃木県区間：*.* km）

## 歴史

### 年表
- 1961年（昭和36年）4月1日：県道認定。
- 1963年（昭和38年）1月16日：茨城県区間において、茨城県が路線認定[4]。
- 1993年（平成5年）4月19日：古河市本町二丁目 - 古河市幸町（国道354号）の区間（1.857 km）を編入し路線を延伸[1]。
- 1995年（平成7年）3月30日：茨城県区間において、整理番号が整理番号372から現在の番号（整理番号261）に変更される[5]。
- 2004年（平成10年）2月16日：古河市本町一丁目から同市本町三丁目までの旧古河宿周辺の道路が、電線共同溝を整備すべき道路に指定される[6]。

## 路線状況
道路法の規定に基づき、以下の区間は緊急輸送道路として機能を維持するため、災害発生時の被害拡大防止を目的に道路用地内に新たに電柱を建てることが制限されている。
- 古河市本町（古河駅西口入口交差点） - 同（一般県道東野田古河線交差）[7]
- 古河市本町二丁目（県道佐野古河線交差：本町二丁目） - 古河市原町（国道354号交差）[8]

## 地理

### 通過する自治体
- 栃木県
下都賀郡野木町
- 茨城県
古河市

### 交差する道路
- 栃木県道・茨城県道294号東野田古河線（茨城県古河市本町一丁目）
- 茨城県道312号古河停車場線（茨城県古河市本町一丁目）
- 栃木県道・群馬県道・埼玉県道・茨城県道9号佐野古河線（茨城県古河市本町二丁目）
- 茨城県道250号古河総和線（茨城県古河市本町二丁目）